# The 9th Life of Louis Drax
The 9th Life of Louis Drax è un film del 2016 diretto da Alexandre Aja.
Il film, i cui interpreti principali sono Jamie Dornan, Sarah Gadon e Aaron Paul, è un adattamento cinematografico del romanzo di Liz Jensen La nona vita di Louis Drax.

## Trama
Louis Drax è un bambino di nove anni intelligente e curioso, la cui breve vita è stata caratterizzata da incidenti più o meno gravi. Durante il suo nono anno di vita, Louis precipita da una scogliera durante una gita con i genitori ed entra in coma. Il Dr. Allan Pascal si interessa al suo caso e cerca di farlo uscire dal coma. Ben presto il dottore si immergerà nei misteri della mente del bambino, alla ricerca di risposte dietro gli oscuri incidenti che hanno afflitto la sua vita.

## Distribuzione
Il film è stato distribuito nelle sale cinematografiche statunitensi e britanniche il 2 settembre 2016.